# سام وارنر
سام وارنر (انگلیسی: Sam Warner؛ ۱۰ اوت ۱۸۸۷ – ۵ اکتبر ۱۹۲۷) تهیه‌کننده و کارگردان اهل آمریکا بود. وی بین سال‌های ۱۹۰۷ تا ۱۹۲۷ میلادی فعالیت می‌کرد.